# Geoffrey Herbert Hooper
Geoffrey Herbert Hooper, avstralski častnik, vojaški pilot in letalski as, * 15. april 1891, Sydney.  	
Stotnik Hooper je v svoji vojaški karieri dosegel 11 zračnih zmag.

## Odlikovanja
- Military Cross (MC)
- Distinguished Flying Cross (DFC)